# Ватару Ендо
Ватару Ендо (на японски: 遠藤 航) е японски футболист. Играч на английския  Ливърпул.

## Национален отбор
Записал е и 7 мача за националния отбор на Япония.
| Япония | Япония | Япония |
| Година | Мачове | Голове |
| ------ | ------ | ------ |
| 2015   | 5      | 0      |
| 2016   | 2      | 0      |
| Общо   | 7      | 0      |